# Nový (Kotovice)
Nový je malá vesnice, část obce Kotovice v okrese Plzeň-jih v Plzeňském kraji. Nachází se asi jeden kilometr severně od Kotovic. Je zde evidováno 25 adres. V roce 2011 zde trvale žilo 66 obyvatel.
Nový leží v katastrálním území Záluží o výměře 5,99 km².

## Historie
První písemná zmínka o vesnici pochází z roku 1838.

## Obyvatelstvo
| Rok            | 1869 | 1880 | 1890 | 1900 | 1910 | 1921 | 1930 | 1950 | 1961 | 1970 | 1980 | 1991 | 2001 | 2011 | 2021 |
| -------------- | ---- | ---- | ---- | ---- | ---- | ---- | ---- | ---- | ---- | ---- | ---- | ---- | ---- | ---- | ---- |
| Počet obyvatel | 96   | 123  | 163  | 157  | 170  | 161  | 166  | 110  | 107  | 96   | 63   | 57   | 56   | 66   | 46   |
| Počet domů     | 21   | 22   | 22   | 22   | 25   | 26   | 35   | 35   | 35   | 25   | 24   | 23   | 23   | 24   | 24   |

## Obecní správa
Při sčítání lidu v letech 1850–1959 Nový byl osadou obce Záluží, se kterým patřil nejprve do okresu Stříbro, ale v roce 1950 v okrese Stod. V letech 1960–1976 byl částí obce Kotovice v okrese Plzeň-jih. Od 30. dubna 1976 do 31. srpna 1990 byl částí města Stod v okrese Plzeň-jih. Od 1. září 1990 je opět částí obce Kotovice v okrese Plzeň-jih.

## Galerie

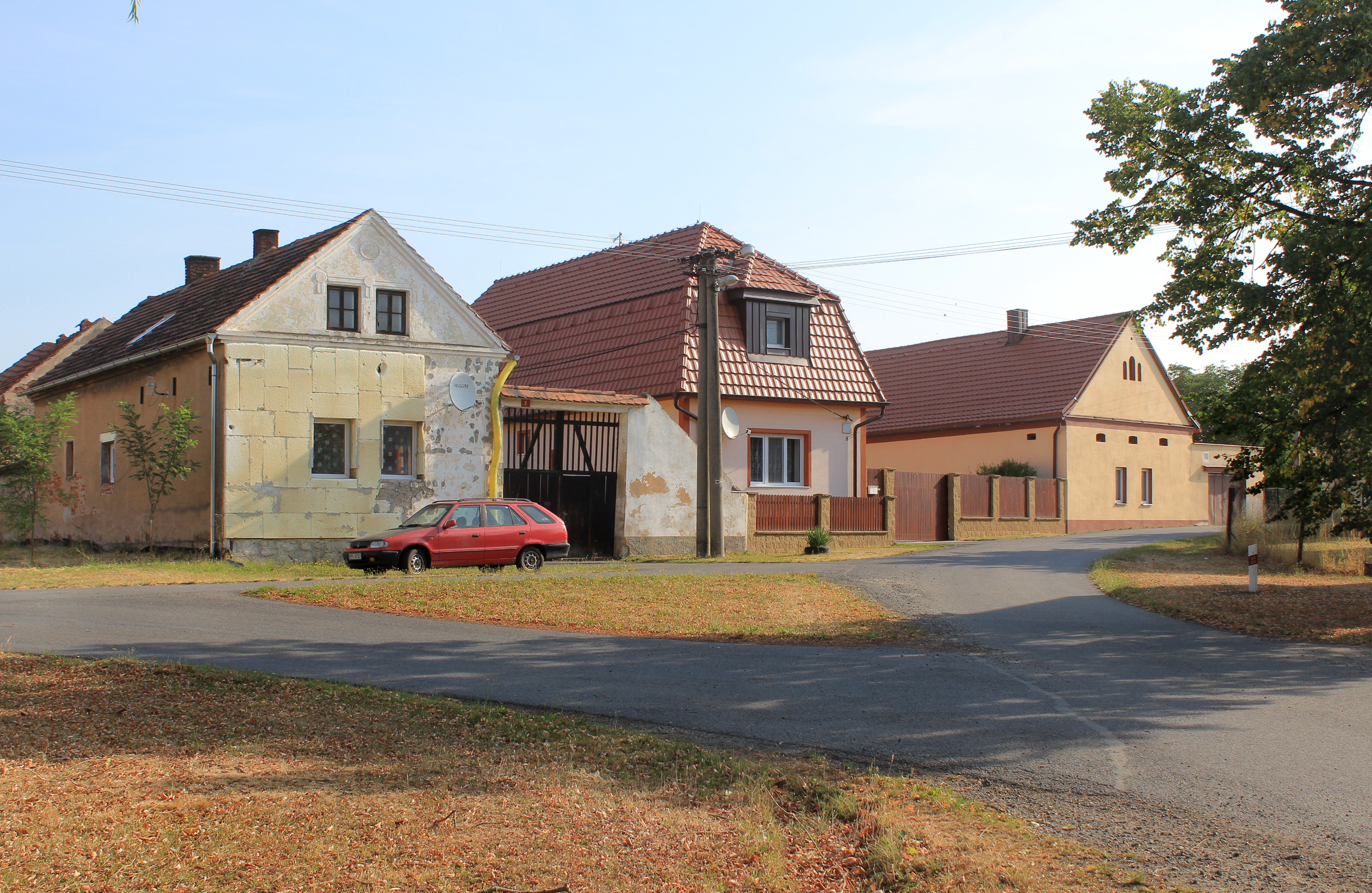
Domky na návsi
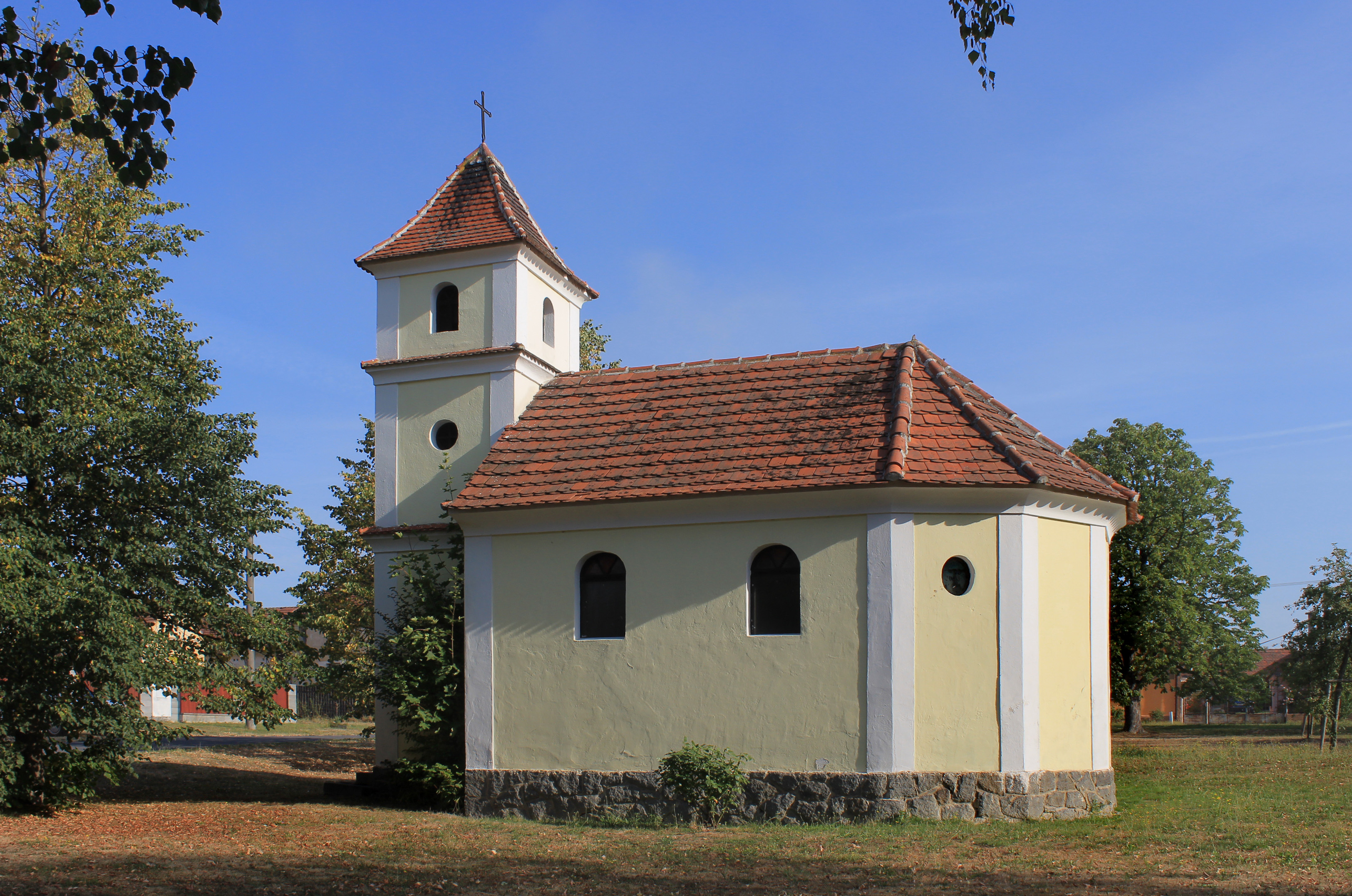
Kaple
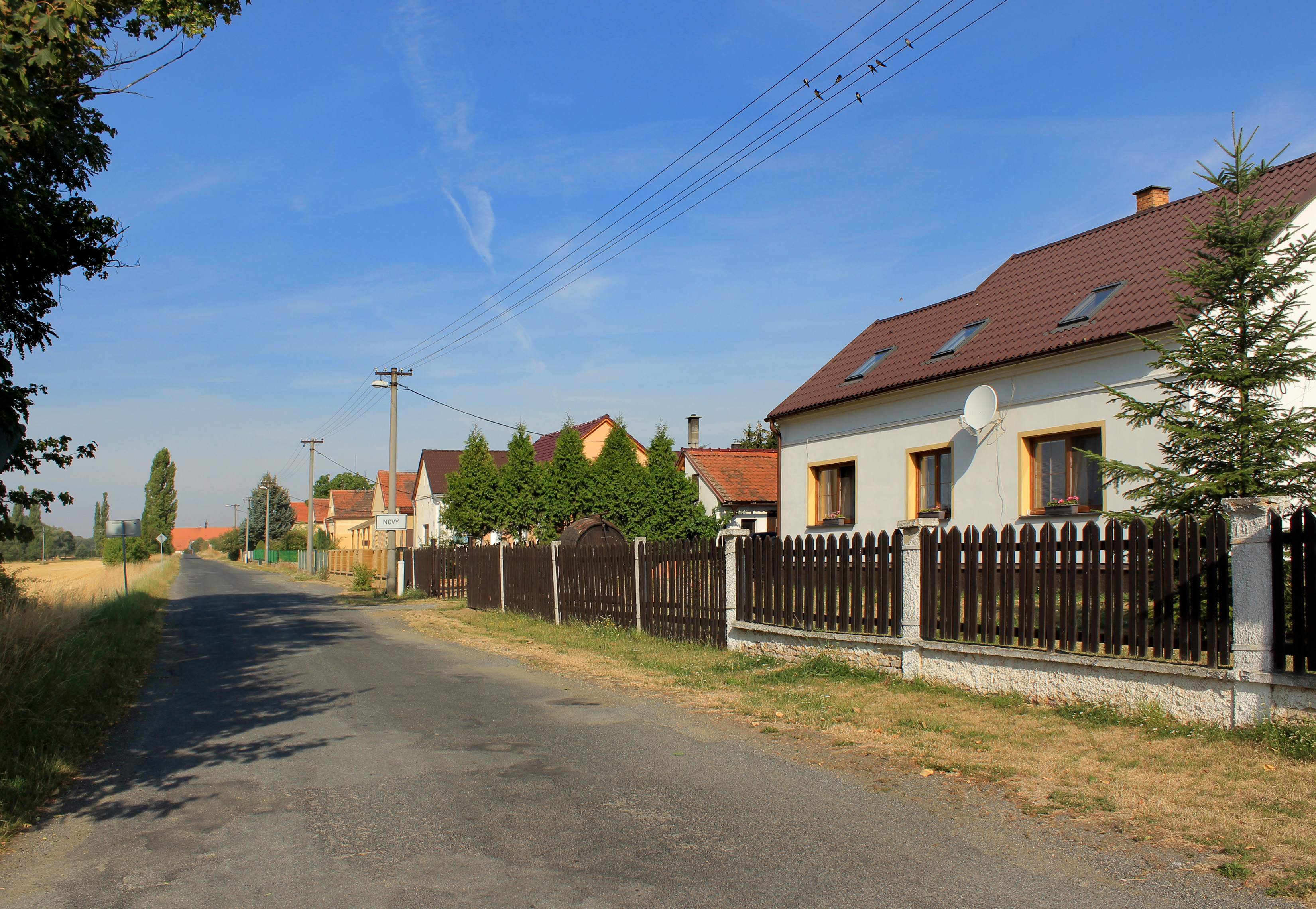
Domky u silnice k Záluží